# دراگون کوئست (بازی ویدئویی)
دراگون کوئست (انگلیسی: Dragon Quest (video game)) یک بازی ویدئویی نقش‌آفرینی تک‌نفره برای سکوهای سیستم سرگرمی نینتندو، ام‌اس‌ایکس، ان‌ئی‌سی پی‌سی-۹۸۰۱، اکس۶۸۰۰۰، سوپر فمیکام، گیم بوی کالر، تلفن‌های همراه، وی، اندروید، آی‌اواس می‌باشد که توسط چان سافت توسعه و انیکس، نینتندو نشر پیدا کرده است.